# نفرحتپ
نفرحُتپ (انگلیسی: Neferhotep) یک کاتب سلطنتی در مصر باستان بود. او در دوران حکومت دودمان سیزدهم مصر و در حوالی ۱۷۵۰ پیش از میلاد مسیح زندگی می‌کرد.
 مقبرهٔ او در سال ۱۸۶۰ میلادی توسط آگوست ماریت در ذراع ابوالنجا کشف شد و حاویِ طیف وسیعی از اشیای مهم بود که مهمترین آنها «پاپیروس بولاق ۱۸» است که وقایع‌نگاریِ زندگی در کاخ تِبِس است.
در این مقبره، تابوتِ ریشیِ «نفرحُتپ» هم وجود داشت هنگام کشف، به‌شدت آسیب دیده بود و تنها، از توصیف‌های آگوست ماریت است که آن را می‌شناسیم. سایر اشیاء کشف‌شده شامل یک عصا، یک زیرسری (متکا)، یک اسب‌آبیِ سفالی، یک قطعهٔ چوبی از بازیِ سگ و شغال، یک گرز، چند نوشت‌افزار، یک طَبـَق آینه، دو ظرف از جنس کلسیت، یک عصای سحرآمیز و دو تعویذ به شکلِ سوسک سرگین‌غلتان بودند. این مقبره، یکی از قدیمی‌ترین مقبره‌هایی است که از آن یک تابوت ریشی (انگلیسی: Rishi coffin) به‌دست آمده است؛ چراکه این نوع تابوت‌ها بیشتر از دوران دودمان هفدهم مصر به‌جا مانده است و این کشف، نشان می‌دهد که اینگونه تابوت‌ها، در دوران قبل‌تر از آن هم موردِ استفاده بوده است.